# San Miguel, El Salvador

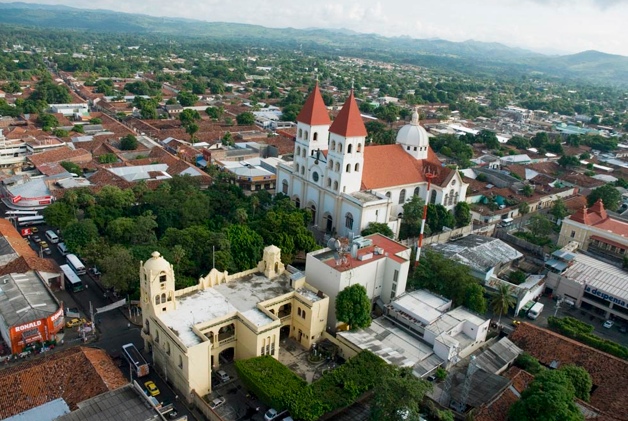
San Miguel, El Salvador

San Miguel là thành phố đông dân thứ tư ở El Salvador sau Santa Ana, Soyapango và quan trọng thứ hai sau San Salvador. Nó nằm 138 km về phía đông của thủ đô San Salvador. Nó cũng là thủ phủ của departmento de San Miguel. Thành phố có dân số 218.410 người (thời điểm năm 2007)..
Sau khi thành lập Villa de, người Tây Ban Nha đã phái thuyền trưởng Luis de Moscoso đến phía đông của sông Lempa với nhiệm vụ thiết lập một ngôi làng Tây Ban Nha mới. Như vậy sự kiện diễn ra vào ngày 08/5/1530, là tên cho làng San Miguel de la Frontera (San Miguel của Frontier). Đến năm 1586, làng đã trở thành thành phố.
Thành phố đã là một trung tâm quan trọng về nông nghiệp, dệt may và hóa chất ngành công nghiệp của El Salvador. Tuy nhiên, trong thập kỷ qua, lĩnh vực dịch vụ, đặc biệt chăm sóc y tế và thương mại, đã tăng lên đáng kể, kết quả đáng kể trong đầu tư tư nhân tại các bệnh viện và trung tâm mua sắm trong thành phố. Điều này đã được thường do một phần cho dòng chảy cao của kiều hối (ít nhất 35% của tổng số, chiếm khoảng 18% GDP của cả nước. Người dân Salvador sống ở nước ngoài gửi đến khu vực phía đông của đất nước.